# Tì-ni-đa-lưu-chi
Tì-ni-đa-lưu-chi (tiếng Trung: 毘尼多流支, tiếng Phạn: Vinītaruci; ? – 594), cũng được gọi là Diệt Hỉ (滅喜), là một Thiền sư người Ấn Độ, từng sang Trung Quốc tham học và là môn đệ đắc pháp của Tam tổ Tăng Xán. Cuối đời ông xuống phương Nam truyền pháp và được tôn xưng là Tổ khai sáng thiền phái Tì-ni-đa-lưu-chi tại Việt Nam.

## Cơ duyên
Sư là người Nam Thiên Trúc (Ấn Độ), thuộc dòng dõi Bà-la-môn. Sư thuở nhỏ đã có ý chí khác thường, đi khắp mọi nơi cầu học Phật Pháp. Năm 574, Sư sang Trung Quốc và nhân đây có cơ hội yết kiến Tam tổ Tăng Xán tại núi Tư Không. Thấy cử chỉ uy nghiêm của Tổ, Sư bỗng đem lòng kính mộ, đứng trước vòng tay cung kính. Tổ vẫn ngồi im nhắm mắt không nói. Sư đứng im suy nghĩ giây lát bỗng nhiên tự ngộ, liền quỳ xuống lạy ba lạy. Tổ thấy vậy cũng chỉ gật đầu ba lần. Sư muốn đi theo hầu Tổ nhưng Tổ lại khuyên đến phương Nam giáo hóa.

## Giáo hóa tại Việt Nam
Sư sang Việt Nam khoảng cuối thế kỉ thứ 6 (khoảng năm 580), cư trú tại chùa Pháp Vân (tức chùa Dâu, Bắc Ninh ngày nay). Nơi đây Sư dịch bộ kinh Đại thừa phương quảng tổng trì sau khi đã dịch xong bộ kinh Tượng đầu tinh xá tại Trung Quốc.
Trước khi tịch, Sư gọi đệ tử là Pháp Hiền đến và phó chúc:

Tượng Thiền sư Tì Ni Đa Lưu Chi ở thượng điện chùa Pháp Vân (Dâu), Bắc Ninh nơi ông Trụ Trì

"Tâm ấn của chư Phật không có lừa dối, tròn như thái hư, không thiếu không dư, không đi không lại, không được không mất, chẳng một chẳng khác, chẳng thường chẳng đoạn, vốn không có chỗ sinh, cũng không có chỗ diệt, cũng chẳng xa lìa và cũng chẳng phải chẳng xa lìa. Vì đối với vọng duyên mà giả lập tên ấy thôi... Tổ Tăng Xán khi Ấn khả chứng minh tâm này cho ta bảo ta mau về phương Nam giáo hóa. Đã trải qua nhiều nơi nay đến đây gặp ngươi quả là phù hợp với lời huyền ký. Vậy ngươi khéo giữ gìn, giờ đi của ta đã đến."
Nói xong, Sư chắp tay thị tịch. Pháp Hiền làm lễ hỏa táng, thâu Xá-lợi và xây Tháp thờ cúng, nhằm niên hiệu Khai Hoàng đời nhà Tùy, năm 594.
Người ta cho rằng Sư là tổ Thiền tông Việt Nam. Nhưng cũng có khuynh hướng cho rằng Khang Tăng Hội mới là người khởi xướng dòng thiền tại Giao Chỉ. Dòng Thiền Tì-ni-đa Lưu-chi lấy kinh Tượng đầu tinh xá làm nền tảng, chú trọng tư tưởng Bát-nhã và tu tập thiền quán. Phái thiền này để lại ảnh hưởng rất lớn lên các vua đời nhà Lý như Lý Thái Tông.
Hệ thống truyền thừa của thiền phái này không được lưu lại đầy đủ, sử sách ghi chép lại không rõ, khi tỏ khi mờ, truyền được 19 thế hệ với Sư là Sơ tổ và chấm dứt với Y Sơn (mất năm 1213).